# Avellaneda (Buenos Aires)
Avellaneda lub Avellaneda Centro – miasto w Argentynie, w prowincji Buenos Aires, centrum administracyjne Partido Avellaneda. Miasto jest częścią aglomeracji Wielkiego Buenos Aires, port morski nad La Platą. W 2001 r. Avellandę zamieszkiwało 24,3 tys. mieszkańców.
Miejscowość otrzymała prawa miejskie w 1895 r.
Do 1904 r. miasto nosiła nazwę Barracas al Sud. Wówczas zmieniono jej nazwę na Avellaneda na cześć 8. prezydenta Argentyny Nicolása Avellanedy.
W mieście rozwinął się przemysł mięsny, rafineryjny, hutniczy, cementowy oraz stoczniowy.

## Sport
W Avellanadzie swoje siedziby mają dwa wielkie argentyńskie kluby piłkarskie: Independiente i Racing Club.

## Znani ludzie urodzeni w Avellanedzie
- Roberto Acuña – paragwajski piłkarz, reprezentant kraju.
- Ángel Bossio – piłkarz, srebrny medalista MŚ w 1930 r.
- Pablo Echarri – aktor i reżyser filmowy i telewizyjny.
- Leonardo Fernández – boliwijski piłkarz pochodzenia argentyńskiego, reprezentant Boliwii.
- Roberto Ferreiro – reprezentant kraju w piłce nożnej.
- Héctor Guidi – reprezentant kraju w piłce nożnej.
- Félix Loustau – reprezentant kraju w piłce nożnej.
- Santiago Lovell – bokser, złoty medalista igrzysk olimpijskich w Los Angeles w kategorii ciężkiej.
- Humberto Maschio – reprezentant Argentyny i Włoch w piłce nożnej.
- Juan Carlos Muñoz – reprezentant kraju w piłce nożnej, zdobywca Copa América w 1945 r.
- Pedro Ochoa – reprezentant kraju w piłce nożnej.
- Alberto Ohaco – reprezentant kraju w piłce nożnej.
- Raimundo Orsi – reprezentant Argentyny i Włoch w piłce nożnej. W barwach Włoch złoty medalista MŚ w 1934 r. W barwach Argentyny zdobywca Copa América w 1927 r. i srebrny medalista igrzysk olimpijskich w Amsterdamie.
- Adolfo Pedernera – reprezentant kraju w piłce nożnej, trzykrotny tryumfator Copa América w latach 1937, 1941 i 1945.
- Hugo Pérez – reprezentant kraju w piłce nożnej.
- Alejandra Pizarnik – argentyńska poetka, pisarka i tłumaczka, rysowniczka i malarka (ur. 29 kwietnia 1936 w Avellanedzie zm. 25 września 1936 w Buenos Aires
- Manuel Seoane – reprezentant kraju w piłce nożnej i selekcjoner reprezentacji narodowej.
- Héctor Yazalde – reprezentant kraju w piłce nożnej. W 1974 r. zdobył nagrodę Złotego Buta, za największą liczbę bramek strzelonych w rozgrywkach ligowych w Europie.